# Domanice (gmina w województwie wrocławskim)

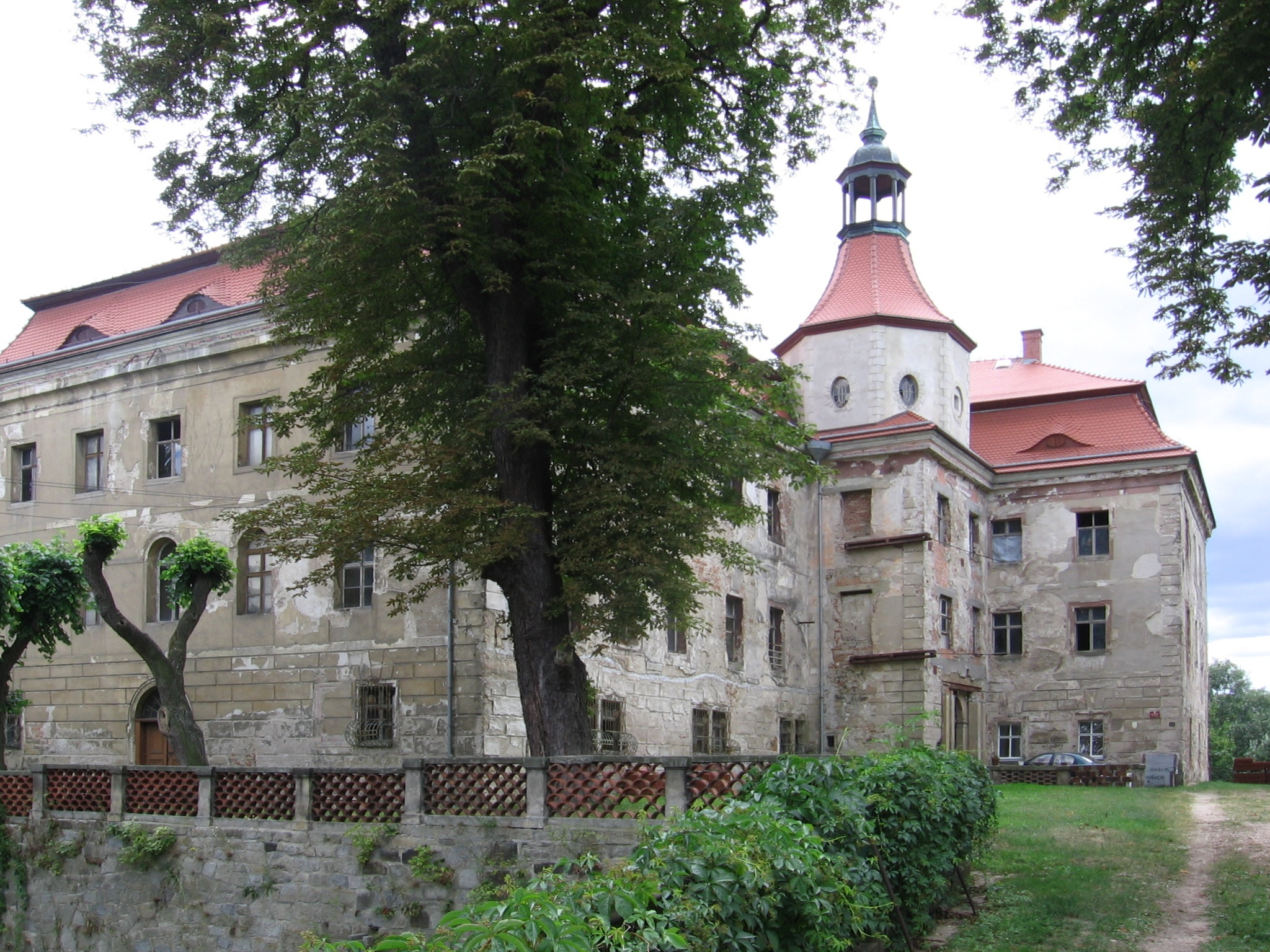
Pałac w Domanicach

Domanice – dawna gmina wiejska istniejąca w latach 1945–1954 w woj. wrocławskim (dzisiejsze woj. dolnośląskie). Siedzibą władz gminy były Domanice.
Gmina Domanice powstała po II wojnie światowej na terenie tzw. Ziem Odzyskanych (tzw. II okręg administracyjny – Dolny Śląsk). 28 czerwca 1946 gmina – jako jednostka administracyjna powiatu świdnickiego – weszła w skład nowo utworzonego woj. wrocławskiego.
Według stanu z 1 lipca 1952 gmina składała się z 12 gromad: Borzygniew, Chwałów, Domanice, Gola Świdnicka, Gołaszyce, Imbrambowice, Krasków, Maniów, Marcinowiczki, Pożarzysko, Siedlimowice i Tworzyjanów. Gmina została zniesiona 29 września 1954 wraz z reformą wprowadzającą gromady w miejsce gmin. Jednostki nie przywrócono 1 stycznia 1973 wraz z kolejną reformą reaktywującą gminy.